# ندای وظیفه: جنگ‌های بی‌نهایت
ندای وظیفه: جنگاوری بی‌نهایت (به انگلیسی: Call of Duty: Infinite Warfare) یک بازی ویدئویی در سبک تیراندازی اول شخص از مجموعه بازی‌های ندای وظیفه که توسط استودیوی اینفینیتی وارد ساخته شده‌است؛ و بوسیلهٔ شرکت اکتیویژن برای پلی‌استیشن ۴، PC و اکس‌باکس وان منتشر شد.

## قسمت چندنفره
قسمت چندنفرهٔ بازی ندای وظیفه: جنگاوری بی‌نهایت مانند قسمت‌های قبلی سریع و لذت بخش طراحی شده‌است. سازندگان بازی می‌گویند که سناریوی چندنفرهٔ بازی دقیقاً همان چیزی است که طرفداران مجموعهٔ ندای وظیفه از نسخهٔ جدید انتظار دارند. این بخش دارای سناریوهای مختلفی است که از بین آن‌ها می‌توان به حالت زامبی اشاره کرد. حالت زامبی را می‌توان به شکل Co-op بازی کرد. این سناریو خط داستانی مخصوص خودش را دارد و چالش‌های متفاوتی را پیش روی بازی‌کننده‌ها قرار می‌دهد.

### نیاز سخت‌افزاری
حداقل سیستم مورد نیاز برای اجرا روی ویندوز:
- CPU: Core i5-4200u 2.30 GHz
- Memory:6 GB
- AMD radeon HD 8750m 2GB/Video Card: NVIDIA gtx 660 2GB
- HDD: 70 gb
- Direct X: Dx 11

## بازتاب‌ها
| گردآورنده | امتیاز                                 |
| --------- | -------------------------------------- |
| متاکریتیک | (PC) 73/100 (PS4) 77/100 (XONE) 78/100 |

| ناشر                     | امتیاز |
| ------------------------ | ------ |
| دستراکتید                | 7/10   |
| الکترونیک گیمینگ مانثلی  | 7/10   |
| گیم اینفورمر             | 9/10   |
| گیم رولیشن               | [ ۷ ]  |
| گیم‌اسپات                 | 8/10   |
| گیمز ریدار+              | [ ۹ ]  |
| جاینت بامب               | [ ۱۰ ] |
| آی‌جی‌ان                   | 7.7/10 |
| پی‌سی گیمر (ایالات متحده) | 48/100 |
| پولیگان                  | 8.5/10 |
| VideoGamer.com           | 9/10   |

## جوایز
| سال  | جایزه                                     | دسته‌بندی                                                            | نتیجه    | ارجاع         |
| ---- | ----------------------------------------- | ------------------------------------------------------------------- | -------- | ------------- |
| ۲۰۱۶ | Game Critics Awards 2016                  | بهترین بازی اکشن                                                    | نامزدشده | [ ۱۵ ] [ ۱۶ ] |
| ۲۰۱۷ | 15th Annual Visual Effects Society Awards | Outstanding Visual Effects in a Real-Time Project                   | نامزدشده | [ ۱۷ ]        |
| ۲۰۱۷ | 15th Annual Visual Effects Society Awards | Outstanding Animated Performance in an Episode or Real-Time Project | نامزدشده | [ ۱۷ ]        |